# Cranichis ricartii
Cranichis ricartii är en orkidéart som beskrevs av James David Ackerman. Cranichis ricartii ingår i släktet Cranichis, och familjen orkidéer. Inga underarter finns listade i Catalogue of Life.